# Ђорђе Марковић (пливач)
Ђорђе Марковић (20. септембар 1987; Сарајево, СР БиХ) је српски пливач чија специјалност је пливање слободним стилом. Живи у Београду.
На Летњим олимпијским играма 2012. У Лондону Ђорђе се такмичи у дисциплини 400 метара слободним стилом и у штафети 4х100 метара слободно.